# Oracle Linux
Oracle Linux, conocido anteriormente como Oracle Enterprise Linux, es una distribución de GNU/Linux basada en Red Hat, reempaquetada y distribuida por Oracle, disponible bajo la GNU (GPL) desde finales de 2006. Oracle Linux puede ser descargado gratuitamente desde el servicio de entrega electrónica de Oracle (Oracle's E-delivery service), y puede ser redistribuido libremente.
En 2011, Oracle Linux tuvo aproximadamente siete mil usuarios suscritos al Programa de Soporte Linux Indestructible Oracle (Oracle Unbreakable Linux Support Program, en inglés).

## Compatibilidad dehardware
Oracle Linux está certificado en servidores de IBM, HP, Dell, Supermicro, y Cisco. En 2010, Force10 anunció que tendrá soporte para Oracle VM y Oracle Linux. Oracle Linux también está disponible en Amazon EC2 como Amazon Machine Image.
Los servidores de Oracle/Sun con procesadores x86-64 pueden ser configurados para usar Oracle Linux.

## Proyecto de versión SPARC
En diciembre de 2010, Larry Ellison anunció que futuras versiones de Oracle Linux podrán usarse en plataformas SPARC y UltraSPARC T-series.

## Historia de lanzamientos
- Oracle Linux 6, 6.1, 6.2,[12] 6.3, 6.4, 6.8, 6.9, 7, 7.3, 7.4, 7.6, 8.0[13]
- Oracle Enterprise Linux 5, 5.1, 5.2, 5.3, 5.4, 5.5, 5.6, 5.7, 5.8[14]
- Oracle Unbreakable Linux 4.5, 4.6, 4.7, 4.8, 4.9[15]